# دانیل ماگای
دانیل ماگای (انگلیسی: Dániel Magay؛ زادهٔ ۶ آوریل ۱۹۳۲) شمشیرباز اهل مجارستان بود.
وی در مسابقات کشوری و بین‌المللی در مجموع برندهٔ ۱ مدال طلا شده‌است.